# 1971 na literatura

## Nascimentos
| Data           | Nome       | Profissão         | Nacionalidade | Observações | Ref |
| -------------- | ---------- | ----------------- | ------------- | ----------- | --- |
| 3 de Fevereiro | Sarah Kane | escritora teatral | Inglaterra    | m. 1999     |     |

## Mortes
| Data        | Nome                     | Profissão                                                | Nacionalidade  | Observações | Ref |
| ----------- | ------------------------ | -------------------------------------------------------- | -------------- | ----------- | --- |
| 14 de março | Álvaro Amaral Netto      | poeta, prosador, jornalista, regionalista e investigador | Portugal       | m. 1903     |     |
| 27 de Abril | Eneida de Moraes         | escritora                                                | Brasil         | n. 1904     |     |
| 30 de abril | Arménio Gomes dos Santos | pedagogo, jornalista e escritor                          | Portugal       | n. 1900     |     |
| 19 de Maio  | Ogden Nash               | poeta                                                    | Estados Unidos | n. 1902     |     |
| 11 de Julho | John W. Campbell         | escritor e editor de ficção científica                   | Estados Unidos | n. 1910     |     |

## Prémios literários
- Nobel de Literatura - Pablo Neruda.
- Prémio Machado de Assis - Murilo Araújo